# Контакт (фільм)
«Конта́кт» (англ. Contact) — науково-фантастичний драматичний фільм 1997 року виробництва США і режисера Роберта Земекіса, адаптований однойменний роман Карла Сагана. Саган і дружина Енн Друян раніше написали сценарій «Контакту», але через затримку в виробництві фільму переробили його на роман.
Головна героїня фільму, доктор Елеонора «Еллі» Ерроувей працює у SETI. Вона знаходить переконливі докази існування позаземного розуму. Іншопланетяни транслюють інструкцію для побудови Машини, щоб земляни прислали свого представника. Проте на заваді стає низка проблем, зокрема сумніви в добрих намірах іншопланетян. Роблячи все, щоб здійснити перший контакт, Еллі постає перед проблемою співвідношення науки та віри.

## Сюжет
Еллі Ерроувей вступає до проєкту SETI, прослуховуючи радіодіапазон в пошуках сигналів позаземних цивілізацій в обсерваторії Аресібо. Пошуки не дають очікуваних результатів, чиновники відмовляються фінансувати проєкт. Розчарована Еллі намагається знайти підтримку і несподівано її надає ексцентричний мільйонер Гедден.
Після років пошуків сигналів Еллі разом з дослідником Драмліном виявляє в космічних радіохвилях послідовність чисел, яка надходить від зорі Вега. Про новину дізнаються журналісти, президент США виступає зі зверненням до громадськості про відсутність небезпеки.
В сигналі виявляється зашифровано відео виступу Адольфа Гітлера на Олімпійських іграх 1936 року. Дослідники здогадуються, що це була перша трансляція, котра досягнула Веги через 26 років, тому іншопланетяни послали її назад, не розуміючи змісту. Проте в відео також виявляється великий обсяг інформації, що нагадує креслення якогось пристрою. Дослідники не можуть встановити що це, поки Гедден не вказує на ключ, що дозволяє скласти сторінки креслень в об'ємну фігуру. В результаті люди отримують креслення пристрою з кілець, всередині яких повинна міститися капсула з людиною. Водночас поява Гітлера на сигналі іншопланетян надихає неофашистів.
Сенат США підозрює, що Машина іншопланетян є засобом для завоювання. Еллі наполягає на їхніх мирних намірах, аргументуючи, що сигнал передано мовою науки. Філософ і проповідник Палмер Джос зауважує, що мораль іншопланетян може відрізнятися від людської. Він сперечається з Еллі чи вірять іншопланетяни в Бога.
Світова спільнота приймає рішення збудувати Машину вартістю 300 млрд доларів. Хоча призначення Машини точно невідоме, найвірогідніше, що це пристрій для подорожі до Веги. Джос вказує, що склад експедиції повинен відображати все людство. Тому до Веги повинні вирушити як атеїсти, так і віруючі. Джос головує проти кандидатури Еллі. При першому запуску Машини в США стається катастрофа — релігійний фанатик, який вважав контакт з іншопланетянами загрозою, підриває Машину, вона руйнується, а астронавти, зокрема й Драмлін, гинуть. Еллі, що чекала на запуск, в розпачі, але довідується, що в Японії таємно завершується будівництво другої Машини. Джос зізнається, що голосував проти Еллі, бо кохає її та боїться втратити.
Однак, саме Еллі доручають випробувати Машину і Джос погоджується щоб вона стала представницею людства. Вона наполягає на конструктивних змінах, щоб капсула була точно такою, як на кресленні, хоча це здається нераціональним. Коли Еллі входить у капсулу, її опускають між кільця, де утворюється міжпросторова кротовина.
Еллі пролітає крізь простір і опиняється на мальовничій планеті, яку вона малювала в дитинстві. Представник позаземної цивілізації, набувши вигляду її померлого батька, повідомляє, що Земля відтепер стає учасницею Товариства Цивілізацій Всесвіту. Еллі розуміє, що іншопланетяни використали зрозумілі їй зображення і справжній контакт з іншими розумними істотами ще попереду.
Еллі повертається на Землю, де виявляється, що капсула миттєво пролетіла крізь кільця. Єдине свідчення її подорожі — це порожній відеозапис із шолома, що триває 18 годин. Еллі нічим не може підтвердити свої слова про зустріч з іншопланетянином.
У ході розслідування скликаний комітет підозрює, що сигнал був містифікацією Геддена з метою об'єднати людство. Сам Гедден тим часом помирає під час перебування на космічній станції. Еллі постає учасницею містифікації, але численні люди в усьому світі підтримують її. Джос стає на її захист, Еллі визнає, що її досвід тотожний досвіду релігійного одкровення — хоча вона не має матеріальних доказів, політ дав їй нове знання, що може зробити світ кращим. Еллі повертається працювати в обсерваторії та проводить екскурсії для дітей, розповідаючи про красу Всесвіту.

## У ролях
| Актор           | Роль                            |
| --------------- | ------------------------------- |
| Джоді Фостер    | доктор Еллі (Елеонора) Ерроувей |
| Джена Мелоун    | юна Еллі                        |
| Метью Макконагі | Палмер Джосс                    |
| Девід Морс      | Теодор Ерроувей                 |
| Том Скеррітт    | доктор Девід Драмлін            |
| Джеймс Вудс     | Майкл Кітц                      |
| Джон Герт       | С. Р. Гедден                    |
| Вільям Фіхтнер  | Кент Кларк                      |
| Анджела Бассетт | Рейчел                          |
| Джейк Б'юзі     | Джозеф                          |
| Роб Лоу         | Річард Ренк                     |
| Джей Лено       | у ролі самого себе              |
| Ларрі Кінг      | у ролі самого себе              |

## Створення
Саган і Друян почали працювати над фільмом у 1979 році. Вони написали сценарій фільму на понад 100 сторінок і створили проєкт у Warner Bros. Коли розробка зупинилася, Саган опублікував «Контакт» як роман у 1985 році, а фільм знову розпочали розробляти у 1989 році. Режисерами планували стати Роланд Джоффе та Джордж Міллер , але Джоффе відмовився від участі у 1993 році, а Warner Bros. звільнила Міллера у 1995 році. Остаточний варіант сформувався у 1996 році із режисером Робертом Земекісом. Більшість візуальних ефектів у послідовності були оброблені компанією Sony Pictures Imageworks.

## Виробництво
Карл Саган повинен був мати камео у фільмі як член комітету з вибору пілота для Машини, але він помер, перш ніж ці сцени були зняті.
Презентація прес-конференції президента Білла Клінтона була перероблена та змінена, що викликало певну суперечку. Через кілька років CNN заборонив використовувати свій логотип у вигаданих фільмах, а також заборонив журналістам робити камео (хоча час від часу з'являвся Ларрі Кінг).

### Неточності
У флешбеці на початку 70-х — середині 70-х років глядач може побачити іграшку на тумбочці молодої Еллі. Насправді кінь виготовлений Breyer Animal Creations в середині-кінці 1980-х років.

### Алюзії
Так само, як і їхні герої у фільмі, в реальному житті Джоді Фостер є агностиком, а Меттью Мак-Конагей — побожним християнином.

## Відгуки
Фільм вийшов 1 липня 1997 року і отримав змішані відгуки. «Контакт» зібрав близько $171 млн в усьому світі. Фільм отримав премію «Г'юго» за найкращу драматичну постановку та кілька нагород і номінацій «Сатурн».
NASA поставило фільм на друге місце у рейтингу найбільш науково достовірних фільмів.